# Reutigen
Reutigen est une commune suisse du canton de Berne, située dans l'arrondissement administratif de Thoune.

## Géographie
D'une superficie de 11,3 km2, Reutigen est essentiellement dominée par l'agriculture avec 46,3 % des terres. 45 % de la localité est composée de forêt et 4,8 % de zones habitables.

## Histoire
Le 12 juin 2023, les habitants de la commune décident d'intégrer la commune voisine de Zwieselberg dans son territoire communal par 72 voix contre 1. Celle-ci est effective depuis le 1er janvier 2024.

## Démographie

### Évolution de la population
Reutigen compte 1 033 habitants au 31 décembre 2022 pour une densité de population de 92 hab/km2. Sur la période 2010-2019, sa population a augmenté de 4,4 % (canton : 6,1 % ; Suisse : 9,4 %).  

### Pyramide des âges
En 2020, le taux de personnes de moins de 30 ans s'élève à 29,6 %, similaire à la valeur cantonale (30,3 %). Le taux de personnes de plus de 60 ans est quant à lui de 27,6 %, alors qu'il est de 27,9 % au niveau cantonal.
La même année, la commune compte 523 hommes pour 500 femmes, soit un taux de 51,1 % d'hommes, supérieur à celui du canton (49,1 %).
| Hommes | Classe d’âge | Femmes |
| ------ | ------------ | ------ |
| 0,6    | 90 ans ou +  | 1,2    |
| 7,8    | 75 à 89 ans  | 11,8   |
| 18,0   | 60 à 74 ans  | 15,8   |
| 23,7   | 45 à 59 ans  | 21,8   |
| 18,0   | 30 à 44 ans  | 22,2   |
| 14,7   | 15 à 29 ans  | 13,2   |
| 17,2   | - de 14 ans  | 14,0   |

| Hommes | Classe d’âge | Femmes |
| ------ | ------------ | ------ |
| 0,7    | 90 ans ou +  | 1,6    |
| 8,0    | 75 à 89 ans  | 10,4   |
| 17,3   | 60 à 74 ans  | 17,8   |
| 22,0   | 45 à 59 ans  | 21,3   |
| 20,6   | 30 à 44 ans  | 19,9   |
| 16,4   | 15 à 29 ans  | 15,3   |
| 15,1   | - de 14 ans  | 13,8   |

## Monuments et curiosités
- Construction du gothique tardif, l'église réformée Sainte-Marie est un édifice à une nef avec clocher surmontant le chœur. L'intérieur sur sa paroi sud est orné de peintures remontant pour la plupart à 1450-60[7].